# Markus Groß (Linguist)
Markus Groß (* 1962 in Hüttersdorf) ist ein deutscher Linguist. Er ist ordentlicher Professor im Lehrgebiet europäische Studien und Sprachen an der Hochschule Kaiserslautern am Standort Zweibrücken im Fachbereich Betriebswirtschaft.

## Leben
Groß studierte die Fächer Phonetik und Phonologie, Romanistik, Indogermanistik, Orientalistik und angewandte Linguistik.
Vor seiner Tätigkeit an der Hochschule Kaiserslautern (ehemalige Fachhochschule Kaiserslautern) ab 1993 war er drei Jahre an der Universität des Saarlandes lehrend im Fach Phonetik tätig. Weiterhin nahm er ein Jahr an einem Trainee-Programm der Deutschen Bank teil, war zweieinhalb Jahre Dolmetscher und Übersetzer sowie Lektor für Deutsch an der Kasetsart-Universität in Bangkok, und ein Jahr im Fachvermittlungsdienst des Arbeitsamtes in Saarbrücken tätig. Er ist einer von zwei Ansprechpartnern des Fachbereiches Betriebswirtschaft für Auslandssemester und -praktika.

## Forschung und Kooperation
- Sprachen, Kulturen und Wirtschaftsräume (Groß ist Mitarbeiter der Forschergruppe zur Geschichte des frühen Islam um Christoph Luxenberg und Karl-Heinz Ohlig an der Universität des Saarlandes in Saarbrücken, „Saarbrücker Schule“)[2]
- Extraterrestrische Sprachen (Groß ist Experte zum Klingonischen und an den jährlich stattfindenden Klingonisch-Sprachseminaren in Deutschland beteiligt[3])
- Esperanto (Groß ist Mitglied im Vorstand des Saarländischen Esperanto-Bundes)[4]

## Veröffentlichungen

### Herausgeberschaft
- Markus Groß, Karl-Heinz Ohlig (Hrsg.): Schlaglichter – Die beiden ersten islamischen Jahrhunderte. (= Inârah. 3). Verlag Hans Schiler, Berlin 2008, ISBN 978-3-89930-224-0.
- Markus Groß, Karl-Heinz Ohlig (Hrsg.): Vom Koran zum Islam – Schriften zur frühen Islamgeschichte und zum Koran. (= Inârah. 4). Verlag Hans Schiler, Berlin 2009, ISBN 978-3-89930-269-1.
- Markus Groß, Karl-Heinz Ohlig (Hrsg.): Die Entstehung einer Weltreligion I – Von der koranischen Bewegung zum Frühislam. (= Inârah. 5). Verlag Hans Schiler, Berlin 2010, ISBN 978-3-89930-318-6.
- Markus Groß, Karl-Heinz Ohlig (Hrsg.): Die Entstehung einer Weltreligion II – Von der koranischen Bewegung zum Frühislam. (= Inârah. 6). Verlag Hans Schiler, Berlin 2011, ISBN 978-3-89930-345-2.
- Markus Groß, Karl-Heinz Ohlig (Hrsg.): Die Entstehung einer Weltreligion III – Die heilige Stadt Mekka – eine literarische Fiktion. (= Inârah. 7). Verlag Hans Schiler, Berlin 2014, ISBN 978-3-89930-418-3.
- Markus Groß, Karl-Heinz Ohlig (Hrsg.): Die Entstehung einer Weltreligion IV – Mohammed – Geschichte oder Mythos? (= Inârah. 8). Verlag Hans Schiler, Berlin 2017, ISBN 978-3-89930-100-7.
- Markus Groß, Karl-Heinz Ohlig (Hrsg.): Die Entstehung einer Weltreligion V – Der Koran als Werkzeug der Herrschaft (= Inârah. 9). Verlag Schiler & Mücke, Berlin, Tübingen 2020, ISBN 978-3-89930-215-8.
- Markus Groß, Robert M. Kerr (Hrsg.): Die Entstehung einer Weltreligion VI – Vom umayyadischen Christentum zum abbasidischen Islam (= Inârah. 10). Verlag Schiler & Mücke, Berlin, Tübingen 2021, ISBN 978-3-89930-389-6.

### Artikel
- Buddhistische Einflüsse im frühen Islam? In: Markus Groß, Karl-Heinz Ohlig (Hrsg.): Schlaglichter: Die beiden ersten islamischen Jahrhunderte. Inârah, Schriften zur frühen Islamgeschichte und zum Koran. Band 3. Institut zur Erforschung der frühen Islamgeschichte und des Koran. Schiler, Berlin 2008, ISBN 978-3-89930-224-0.
- Neue Wege der Koranforschung aus vergleichender sprach- und kulturwissenschaftlicher Sicht In: Markus Groß, Karl-Heinz Ohlig (Hrsg.): Die Entstehung einer Weltreligion I – Von der koranischen Bewegung zum Frühislam. (= Inârah. 5). Verlag Hans Schiler, Berlin 2010, ISBN 978-3-89930-318-6.
- Der Koran – kein europäischer Text. Mehr als eine Rezension zu Angelika Neuwirth: „Der Koran als Text der Spätantike – Ein europäischer Zugang“ In: Markus Groß, Karl-Heinz Ohlig (Hrsg.): Die Entstehung einer Weltreligion III. Die heilige Stadt Mekka – eine literarische Fiktion. Schiler, Berlin 2014, ISBN 978-3-89930-418-3.
- Bemerkungen zum Judenchristentum, Syrischer Theologie und der Sinnhaftigkeit historischer Kategorien In: Markus Groß, Karl-Heinz Ohlig (Hrsg.): Die Entstehung einer Weltreligion IV. Mohammed – Geschichte oder Mythos? Schiler, Berlin 2017, ISBN 978-3-89930-100-7.